# Ferdynand VII jako dziecko
Ferdynand VII jako dziecko (hiszp. Fernando VII, niño) – obraz olejny hiszpańskiego malarza Ramóna Bayeu, przedstawiający młodego księcia Asturii i następcę tronu Hiszpanii, przyszłego króla Ferdynanda VII. Należy do kolekcji Muzeum Prado w Madrycie.

## Ferdynand VII
Ferdynand VII (1784–1833) był synem hiszpańskiego króla Karola IV Burbona i Marii Ludwiki Burbon-Parmeńskiej. Jako książę i następca nie sprawował żadnej władzy, ponieważ para królewska faworyzowała sekretarza stanu Manuela Godoya i jemu powierzała najważniejsze obowiązki państwowe. Obawiając się o swoją sukcesję, Ferdynand spiskował przeciwko ojcu razem z liberałami przychylnymi Napoleonowi, spisek jednak wykryto, a księcia aresztowano. Również Godoy uważał Francję i Napoleona Bonapartego za sprzymierzeńca, lecz nie przewidział jego planu zajęcia Hiszpanii i wcielenia jej do cesarstwa. W 1808 roku, kiedy armia francuska zbliżała się do hiszpańskiej stolicy, wybuchły gwałtowne zamieszki skierowane przeciwko niepopularnemu i profrancuskiemu Godoyowi. Lud podżegany przez zwolenników księcia Ferdynanda wdarł się do Pałacu w Aranjuez, letniej rezydencji królewskiej. W wyniku tych wydarzeń Karol IV zmuszony był abdykować na rzecz syna 19 marca 1808 roku. Sytuację wykorzystał Napoleon, który zaprosił skłóconą rodzinę królewską do Bajonny, oferując wsparcie w negocjacjach. Na francuskim terytorium zmusił nowo koronowanego Ferdynanda VII do abdykacji na rzecz ojca, który następnie przekazał koronę Napoleonowi na początku maja 1808 roku. Napoleon umieścił na hiszpańskim tronie swojego brata Józefa, który panował od czerwca 1808 do grudnia 1813 roku. Ferdynand VII został uwięziony w Valençay; w tym czasie w Hiszpanii trwała wojna niepodległościowa. Odzyskał wolność i tron w 1813 roku, hiszpański lud witał go z entuzjazmem i nazywał „Upragnionym”. Panował do śmierci w 1833 roku; jego rządy charakteryzowały się powrotem do absolutyzmu i prześladowaniem liberałów i osób sprzyjających Francuzom.

## Okoliczności powstania
W inwentarzu Pałacu Królewskiego w Madrycie z 1814 roku obraz był przypisany Antoniowi Carnicerowi, a kiedy włączono go do kolekcji Muzeum Prado w 1847 roku przypisany Joaquínowi Inzie. W 2012 roku historyk sztuki Arturo Ansón Navarro potwierdził atrybucję obrazu Ramónowi Bayeu ze względu na styl i bazując się na dokumentacji królewskich portretów wykonanych ok. 1791 roku. Ramón Bayeu został nadwornym malarzem Karola IV 20 kwietnia 1791 roku. W tym samym roku namalował portrety dzieci królewskiej pary w ich letniej rezydencji Pałacu w Aranjuez. Prawdopodobnie najpierw namalował portrety infantek Marii Amelii i Marii Ludwiki, a gdy te zostały zaakceptowane, sportretował także infanta Karola Marię, infantkę Marię Izabelę i księcia Ferdynanda. Portret księcia jest datowany na okres między czerwcem 1792 a początkiem 1793 roku.

## Opis obrazu
Portret przedstawia przyszłego króla Ferdynanda VII jako chłopca w wieku około ośmiu lub dziewięciu lat. Ma na sobie niebieski strój z różową przepaską, ozdobiony Orderem Złotego Runa i insygniami Orderu Karola III: wielkim krzyżem i biało-niebieską szarfą wykonaną według nowego wzoru zatwierdzonego w czerwcu 1792 roku.

## Proweniencja
Obraz należał do kolekcji królewskiej, w 1847 roku włączono go do kolekcji Muzeum Prado w Madrycie.